# クリス・ロブシャー
クリス・ロブシャー（Chris Robshaw、1986年6月4日 - ）は、メジャーリーグラグビー、サンディエゴ・リージョンに所属するラグビーユニオン選手。

## プロフィール
- イングランド・レッドヒル出身。
- ポジションはフランカー(FL)。
- 身長 188cm、体重 108kg
- イングランド代表キャップは66（2020年5月現在）でワールドカップ2015のイングランド代表に選ばれて主将を務めた[1]。

## 略歴
2005年、ハーレクインズに加入。
2020年、サンディエゴ・リージョンに加入。